# 求驗傳媒
求驗傳媒是一個成立於2014年9月、主題是打擊包括內容農場在內的網上流言和假新聞，以及專門指出傳媒報道謬誤的臉書專頁。
求驗傳媒的管理者曾受傳媒如香港媒體《明報》和英國媒體英國廣播公司訪問，其中《明報》曾邀請求驗傳媒評選2016年十大假新聞。該專頁發表的闢謠文也曾被《蘋果日報》、《文匯報》、《香港01》等媒體引用。截至2024年5月1日，該專頁有超過十六萬人點讚。

## 成立背景
「求驗傳媒」成立於2014年9月，最初名為「求驗劍客」，在成立之初以打擊網上謠言為主。雨傘運動爆發後，香港人分為兩個陣營，網上充斥著大量假新聞、假圖和假消息以攻擊對方，網民經常在未經證實下將消息令出去，亦有傳媒將突發意外與佔領行動扯上關係。該專頁的團隊有感謠言和錯誤新聞資訊氾濫，加上坊間亦缺乏指出假資訊的專頁，故後來將專頁更名為「求驗傳媒」，在擊破網上謠言時亦會驗證新聞報道的消息的真確性。
該群平均每天收到的查詢或報料有一至兩宗，在2019年6月香港反对逃犯条例修订草案运动期間大幅增加至約40宗。

### 團隊成員
「求驗傳媒」由不多於五人的團隊組成，他們並無公開自己的背景，自稱每個人在政治、宗教、性等都有不同的取向，在接受記者文字查詢時戲稱自己是「志願組織」，又表示他們是一群各有正職、沒有從專頁中得到酬勞和收入，以及依靠公餘時間蒐集資料和發文的「有心人」。他們又強調「求真」是個人的基本責任和義務。
「求驗傳媒」在受訪時分享了三個簡單的「fact check」方法：
1. 把關鍵字在各網絡搜尋引擎或社交網站如Google、Facebook及百度搜查，在關鍵字前後加上雙引號並善用圖片搜索、限制搜索日期等功能。
2. 如果一些傳聞經過傳媒報道，但相關來源是「網民」或「消息指」，便需要搜尋最初的資料來源，有時候相關傳聞可能已經被澄清。
3. 如果有新聞引用了資料來源，那便需要查閱被引用的資料來源，如引用的資料來源是外文，那也應該查看原文，因為傳媒有錯誤翻譯的情況。

## 打擊流言
「求驗傳媒」自從在臉書開設專頁以來破解了不少網上流言和假新聞，例如2015年肖友懷事件發生後，翌年網上出現了肖友懷申請單程證居港的傳言，後來更有謠言流傳他最終獲得單程證居港權，求驗傳媒兩次發帖揭穿謠言，相關帖子平均獲得百多次分享。
2016年10月，香港媒體《東方日報》和《星島日報》報道一名青年猝死的新聞，兩報均在沒有求證下報導死者在一個月前曾因心臟問題入院。後來死者的胞弟表示死者實際上是因腳傷入院施手術，且沒有確診出任何心臟疾病。有網民將事情告訴「求驗傳媒」的團隊，該團隊就核對不同媒體報道後即日在專頁發文，指出兩間報館均誤報消息。
2016年11月，香港網上流傳一段58秒的短片，片中顯示有一名女子掌摑一名初生嬰兒數十次，有網民認為拍攝地點是在香港。《香港蘋果日報》將影片發布在其官方網站和臉書專頁上，並以「【人神共憤】外傭1分鐘狂摑嬰兒42巴短片瘋傳　網民籲全城緝兇」為標題，得到逾百萬次閱覽數和17,000次轉發，有聘請家傭的母親在傳媒訪問中表示感到害怕，亦有網民在留言區呼籲抵制外傭。「求驗傳媒」後來引述英國《太陽報》報道澄清指，影片的確實地點是在哈薩克斯坦，片中女子是嬰兒的母親，而非流言所指的香港外傭。
2017年1月1日，《明報》邀請了「求驗傳媒」評選2016年十大假新聞，肯定了該專頁在打擊流言上的功勞。

### 《逃犯條例》爭議期間
2019年6月香港反对逃犯条例修订草案运动期間出現了不少假新聞，其中6月期間網上出現了一段標題為《致年青人：你們沒上街的父母根本沒有愛過你》的6分半鐘影片，影片中一個自稱曾參與2019年6月9日及6月12日反對《逃犯條例修訂草案》的遊行示威、承受過警方催淚彈的名為「Louis Yuen」的「90後」批鬥香港父母，他聲稱因父母沒有和子女一同參與暴力衝擊，所以「你嘅父母根本無愛過你（你的父母根本沒有愛過你）」。影片發佈後隨即被香港建制派網絡平台和媒體以及《文匯報》引用，批評該男子批鬥香港父母猶如文化大革命和極端思想滲入校園，又認為該年輕人是在「反對派」反修例行動的「持續煽動」下成功被「洗腦」。然而該影片被多方人士發現有多處疑點，其中求驗傳媒指出，在6月22日發布該影片的專頁建立於6月15日，截至6月22日晚上11時，該專頁只有28人贊好和41名追蹤者，求驗傳媒認為：「一個這樣小規模的專頁所發布的片段，竟然能爆發到近乎所有建制平台都熱播，實在厲害。」求驗傳媒表示尊重影片中的男子表達意見的自由，但指出各建制派平台嘗試利用該不知名男子的片段來代表香港的年輕一代，是以偏概全和製造撕裂。
求驗傳媒指出，假新聞得以傳播的原因主要是與接收者喜歡看到自己相信的事情有關，接收者會在不加考慮消息的真實下，將符合自己政治立場、信仰等價值觀的消息轉發；亦有人會利用他人善心來轉發似是而非的健康資訊，但當假消息被揭發時，很多人都留言「真假不重要，最重要是傳達信息」，或「無論是真是假，加強警覺性是好事」 。他們提醒網民在轉發新聞前應留意新聞來源，要格外小心名不經傳的消息和內容農場，最好的方法是嘗試到該消息來源如某一群組中核對，避免錯誤引述、翻譯、或是再傳播已經澄清的消息；圖片方面，亦可以利用谷歌的圖片搜尋功能核對真偽。他們亦強調網民不要成為散播謠言的幫兇，不要胡亂共享或轉發消息。
6月14日，香港媒體《香港01》報道非政府組織民權觀察發現6月12日的衝突中，警方「速龍小隊」成員制服沒有按照《警察通例》印上警員編號，加上他們配戴頭盔、眼罩，公眾難以看到他們的容貌，民權觀察質疑有人刻意讓涉嫌濫權、使用過分武力的警察逃過追究責任。求驗傳媒指出，親建制派臉書專頁「『保普選 反佔中』簽左名揮手區」隨後在《香港01》的報道插圖中加上自己的評論，聲稱「香港防暴警察無警員編號？原來係合符國際標準！」，曲解了《香港01》報道的原意。
6月26日晚上，逾千名示威者包圍了灣仔警察總部，事件進行期間，網絡流傳一名警員假扮示威者煽動其他人衝擊警察總部，以及用鋤頭嘗試強行打開警察總部的閘門。求驗傳媒經翻看在場媒體的相關新聞片段後，發現該名警員沒有帶上鋤頭，也沒有嘗試打開閘門。求驗傳媒專頁管理員接受英國廣播公司訪問時指出，《逃犯條例》爭議期間有許多社交網站專頁在「不負責任地散播謠言」，發放許多符合它們政治理念的消息。管理員又認為，智能手機的性能提升，讓更多人可以拍攝照片或片段，再按圖片或短片內容編造故事而不理會真偽，是令爭議期間出現大量假新聞或誤導性訊息流傳的原因。
2019年9月9日，香港特別行政區行政會議成員羅范椒芬在接受香港電台英文台節目「Backchat」時，宣稱有年輕少女為一些「勇武派」（指激進示威者）提供「免費性愛」，又宣稱已確認真有其事，當羅范椒芬被傳媒詢問如何證實相關消息時，她卻說是透過一個「朋友的朋友認識的家庭」得到的，亦沒有提供證據，後來又回應說：「信就信，不信就不信啦。」相關言論引起社會爭議，她被批評在完全沒有事實根據的情況下作出無理指控，以及用「假新聞」誤導大眾。求驗傳媒指有許多謠言對示威者進行抹黑，當時網上流傳戴著口罩的少女的裸體照片，並有說法稱她們就是提供「免費性愛」的少女，求驗傳媒查證出相關相片實際上是來自成人影片網站，最初上傳日期是2019年5月（即反對逃犯條例修訂草案運動發生前）。求驗傳媒又指，如果羅范椒芬不能提供證據，那就應該道歉。

### 2019年香港區議會選舉
於2019年香港區議會選舉，多名民主派候選人均被抹黑，其後求驗傳媒都有進行求證工作。
- 於佐敦南選區，以民主動力名義參選的陳梓維對戰民建聯葉傲冬，其後陳梓維勝出選舉。不過，在候選人簡介中，陳的政綱均是手寫而成，而在選舉信息的個人照片，陳則以「波衫」造型亮相；反觀葉的電腦設計政綱和其西裝造型，形成了莫大的對比[18][19]。選後數日內，微博等一些中國大陸社交網站和不少「藍絲」群組開始造謠抹黑陳梓維為弱智人士，並製作改圖[20]，其後求驗傳媒揭發此類改圖的不實指控[21]。
- 於南昌北選區，公民黨派出劉家衡出戰、擊敗民建聯雙料議員鄭泳舜後，有網上謠言指劉家衡為「著名援交女」、「AV天使」，又發帖「AV天使都當選！香港死得未？」[22]，亦被求驗傳媒揭發。[23]
- 於清河選區，代表民主派出選，並其後勝出的袁浩倫，於當選後被一個名為「港聞速遞」的微博帳號抹黑為「毒癮患者」[24]，被求驗傳媒批評以抹黑對手來掩蓋自己陣營的不足，其實是在荼毒國家人民，散播無知[21]。

## 詮釋
1. ↑  根據《警察通例》第20章第14條第二項訂明：「只要擬進行的工作不妨礙人員妥為保管委任證，警務人員在任何時候均須隨身攜帶委任證。便衣人員不論是否當值，在與巿民接觸和行使警察權力時，必須表明身份及出示委任證。在案發現場的便衣人員，須將委任證掛在顯眼的地方，讓人易於辨認其身份。」[13]

## 外部連結
- 求驗傳媒的Facebook專頁